# Bob McMillen
Robert Earl McMillen, detto Bob (Los Angeles, 5 marzo 1928 – 1º aprile 2007), è stato un mezzofondista statunitense.

## Palmarès

### Olimpiadi
- Argento a Helsinki 1952 nei 1500 metri piani.